# Tagebau Welzow-Süd
Der Tagebau Welzow-Süd ist ein Braunkohletagebau in der südlichen Niederlausitz im Landkreis Spree-Neiße, der von der Lausitz Energie Bergbau AG betrieben wird. Im Tagebau Welzow-Süd werden bis zu 20 Millionen Tonnen Braunkohle im Jahr gefördert. Der Heizwert der Braunkohle liegt bei 9.000 kJ/kg; sie enthält etwa 56 % Wasser, 1 % Schwefel und 5 % Asche.

## Lage

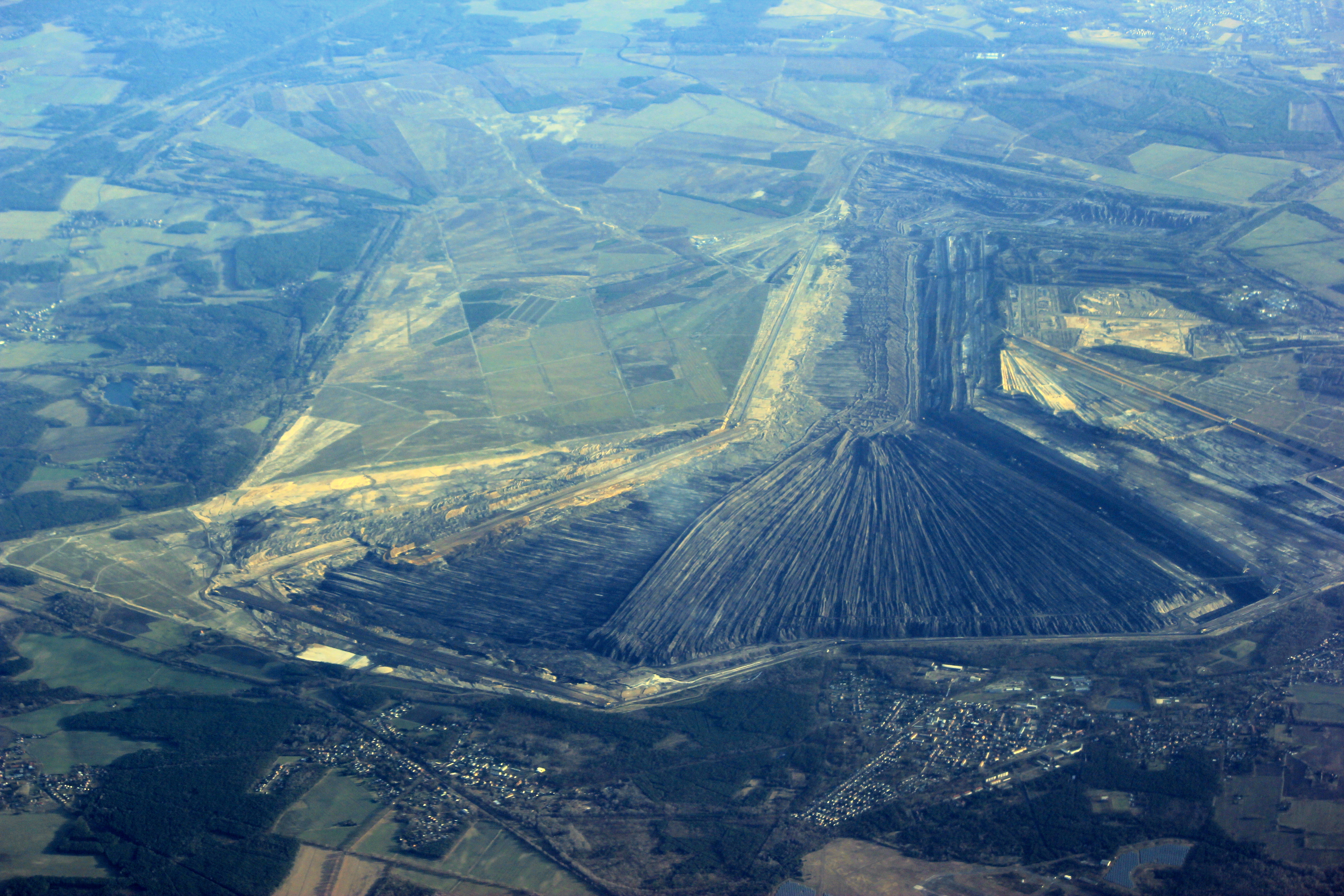
Luftbild des Tagebaus (2016)

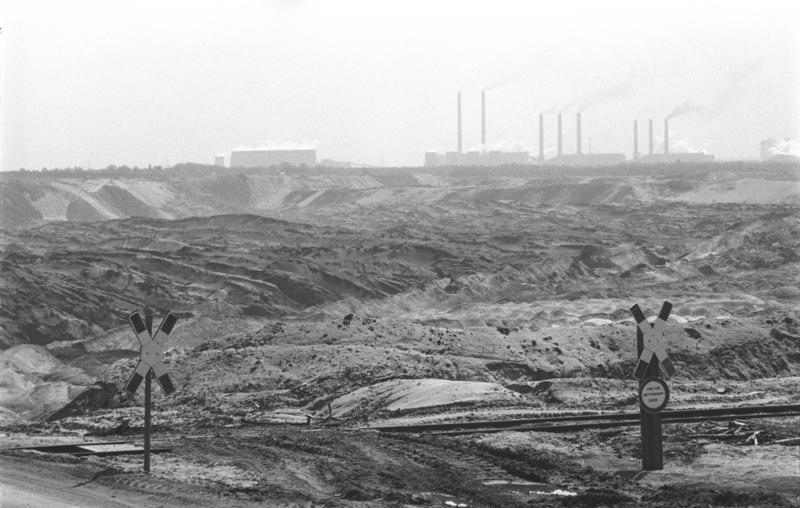
Blick über den Tagebau Welzow-Süd zum Gaskombinat (1989)

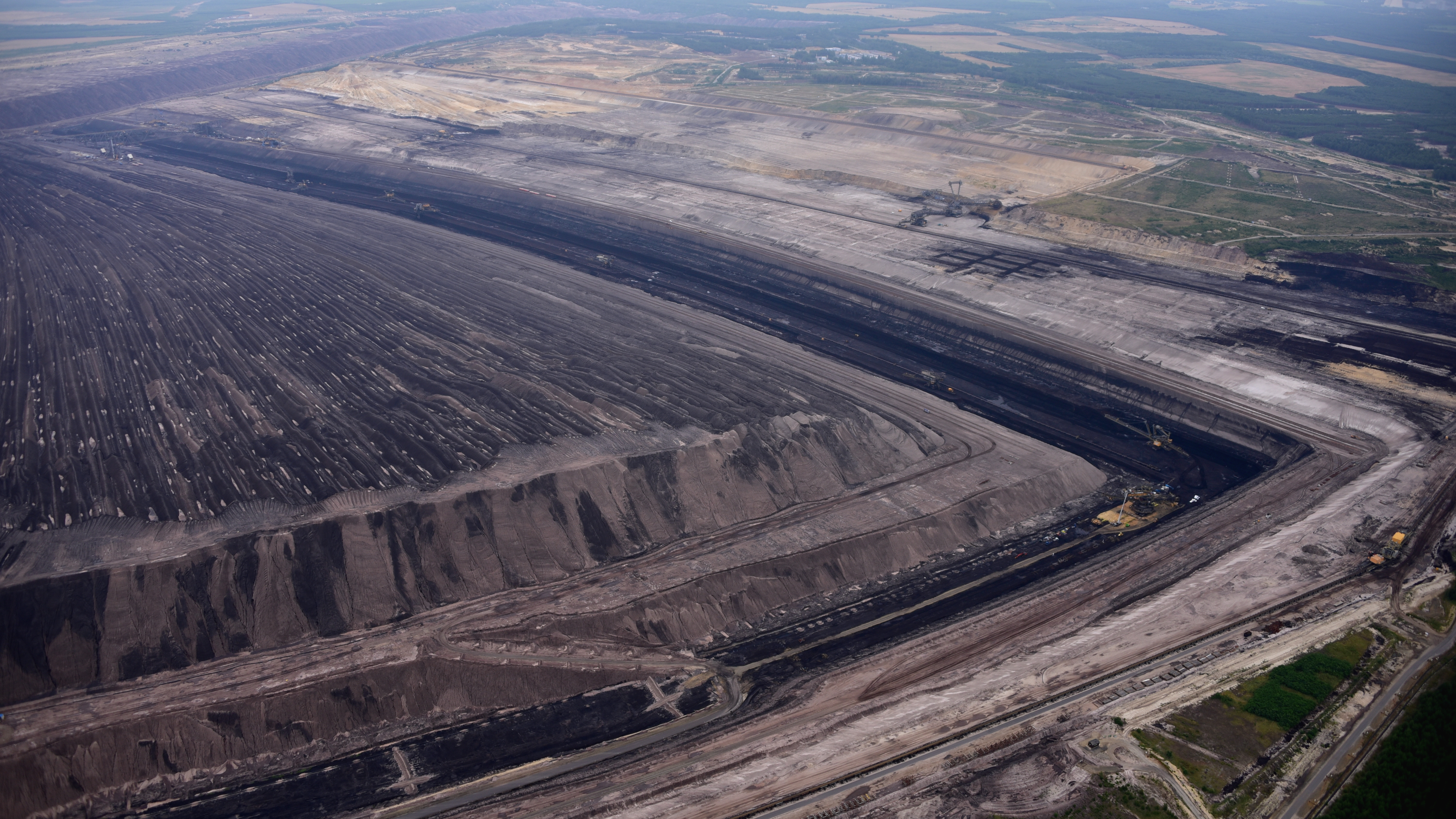
Tagebau Welzow Süd (Luftaufnahme, 2019)

Der Tagebau im Südosten des Bundeslandes Brandenburg grenzt im Westen an die Stadt Welzow; im Osten grenzen die bereits rekultivierten Flächen an die Stadt Spremberg.
Er ist seit dem 22. Dezember 2023 (Ende des Braunkohleabbaus im Tagebau Jänschwalde) der einzige Tagebau in Brandenburg.

## Geologie
Der Tagebau Welzow-Süd liegt in der stark pleistozän-eiszeitlich geprägten Niederlausitz im Bereich des Lausitzer Grenzwalls (Südlicher Landrücken). Die pleistozänen Schichten bestehen aus Großgeschieben (bis zu 60 Tonnen schwer) sowie Kiesen, Sanden, Schluffen und Geschiebemergeln des Saale- und Elster-Glazials. Unmittelbar südlich des Tagebaus schneidet sich das Pleistozän in Gestalt der Barnsdorf-Blunoer Rinne des „Lausitzer Urstromtals“ (Breslau-Magdeburger Urstromtal) tief in das unterlagernde Tertiär ein. Es trennt das Kohlefeld Welzow-Süd vom Kohlefeld Spreetal.
Das jüngste Tertiär wird repräsentiert durch die obermiozän–? pliozäne Rauno-Formation („Raunoer Folge“), die im Wesentlichen Kiese und Grobsande des ältesten Senftenberger Elbelaufs sowie den sogenannten Flaschenton umfasst. Die nur in Senkungsbereichen wie dem Kauscher Graben erhaltene Rauno-Formation wird unterlagert von der mittel–? obermiozänen Meuro-Formation („Obere Briesker Folge“), in deren oberstem Abschnitt (Klettwitz-Subformation) sich der 1. Miozäne Flözkomplex („1. Lausitzer Flöz“) befindet, der aber nur historisch bauwürdig ist und bis ca. 1920 abgebaut wurde. Die ansonsten überwiegend sandige (fluviatil im mittleren, brackisch im unteren Teil) Meuro-Formation wird unterlagert von der unter–mittelmiozänen Brieske-Formation („Untere Briesker Folge“). Diese enthält im obersten Abschnitt (Welzow-Subformation) den 2. Miozänen Flözkomplex („2. Lausitzer Flöz“), dessen Hauptflöz Ziel des Abbaus ist. Die Mächtigkeit des lokal in zwei Bänke geteilten Hauptflözes beträgt zwischen 10 und 16 Metern, das darüber liegende Deckgebirge ist zwischen 90 und 130 Meter mächtig. Im Liegenden der Brieske-Formation folgen die Schichten des tieferen Miozäns und Oligozäns. Weil sich der Tagebau Welzow-Süd nordöstlich des Lausitzer Abbruchs befindet, lagert das Tertiär dort permisch-triassischen Schichten der Niederlausitzer Senke (Lausitzer Triasscholle) auf – südwestlich des Lausitzer Abbruchs lagert es auf cadomisch prädeformiertem variszischem Grundgebirge. Durch die Gletschertätigkeit im Pleistozän ist das Tertiär bis ins Liegende des 2. Lausitzer Flözes exogen gestört und teils auch in die pleistozänen Ablagerungen eingeschuppt.

## Geschichte

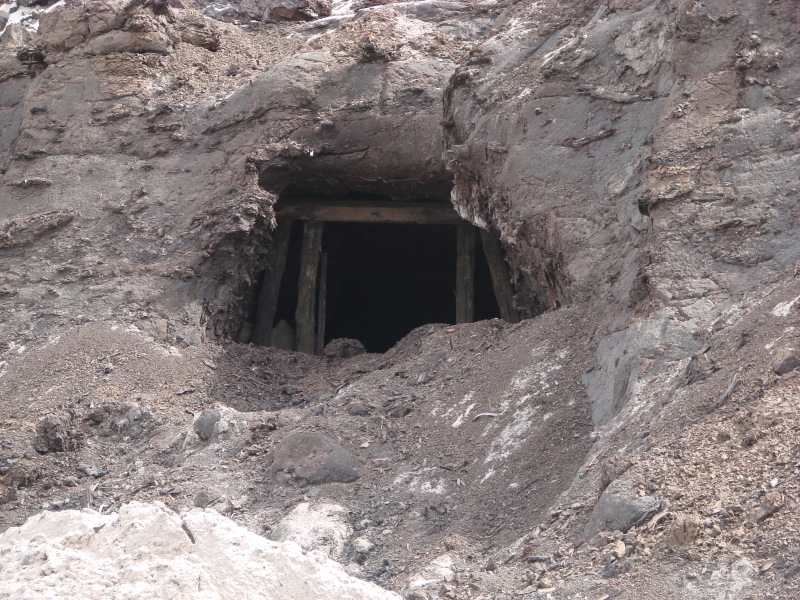
Reste einer aufgelassenen Grube im 1. Lausitzer Flöz im Tagebau Welzow-Süd

Das 1. Lausitzer Flöz im Raum Welzow wurde bereits im 19. Jahrhundert abgebaut, in der Regel im Tiefbau in kleinen, auch unangemeldeten Gruben. Die Grube Clara I Welzow nahm den Braunkohlenabbau auf der Welzower Hochfläche im Jahr 1866 auf.
1957 begannen die ersten Rodungs- und Planierarbeiten für den heutigen Tagebau. Im Jahre 1959 begann die Entwässerung des Abbaufeldes durch Entwässerungsstrecken (Schachtholz-Legung). Der Aufschluss des Tagebaus begann am 19. November 1962, die erste Kohle wurde am 14. November 1966 für das Gaskombinat Schwarze Pumpe gefördert. Aufgrund der stetig ansteigenden Mächtigkeit des Deckgebirges wurde im Jahre 1969 mit der Montage der ersten 60-Meter-Abraumförderbrücke der Welt begonnen. Diese begann Ende 1972 mit dem Probebetrieb und ging im Frühjahr 1973 in den regulären Förderbetrieb. Da auch weiterhin die Mächtigkeit des Deckgebirges zunahm, wurde die Förderbrücke im Jahre 1977 um eine Zubringerbrücke ergänzt. 1995 wurde die Förderbrücke saniert und zwei der drei alten Brückenbagger durch die beiden Bagger der Abraumförderbrücke aus dem ehemaligen Tagebau Klettwitz-Nord ersetzt. Im Oktober des Jahres 2011 wurde damit begonnen, die Zubringerbrücke, um die die Abraumförderbrücke 1977 ergänzt wurde, zu demontieren, da diese im Zuge des Umschwenkens des Tagebaus in das Teilfeld Süd nicht mehr benötigt wird.
Am 13. Mai 2016 besetzten mehr als 1600 Menschen unter dem Motto „Ende Gelände“ das Tagebaugelände und blockierten die Kohleförderung. Am 13. Januar 2021 gab die LEAG in einem überarbeiteten Revierkonzept bekannt, auf die Öffnung des Teilfeldes II des Tagebaus zu verzichten.

## Umgesiedelte Ortschaften
Bis zum Jahr 2011 wurden durch den Braunkohleabbau 17 Dörfer abgebaggert. Dem Tagebau weichen mussten überwiegend sorbische Dörfer: Dollan (Dolań), Geisendorf (Gižkojce), Gosda (bei Spremberg) (Gózdź), Groß Buckow (Bukow), Haidemühl (Gózdź), Jessen (Jaseń), Josephsbrunn, Kausche (Chusej), Klein Buckow (Bukowk), Klein Görigk (Gorki), Pulsberg (Lutoboŕ), Radeweise (Radojz), Roitz (Rajc), Sagrode (Ortsteil von Steinitz), Stradow (Tšadow), Straußdorf (Tšuckojce), Wolkenberg (Klěšnik).
Im Fall der Weiterführung des Tagebaus war zudem die Devastierung der Orte Karlsfeld (Karlowe Pólo), Lindenfeld (Lindojske Pólo), Proschim (Prožym), Sibirien (Sibirska) und Zollhaus (Cłonica) geplant, die Planungen dazu wurden im Januar 2021 allerdings verworfen.

## Technik

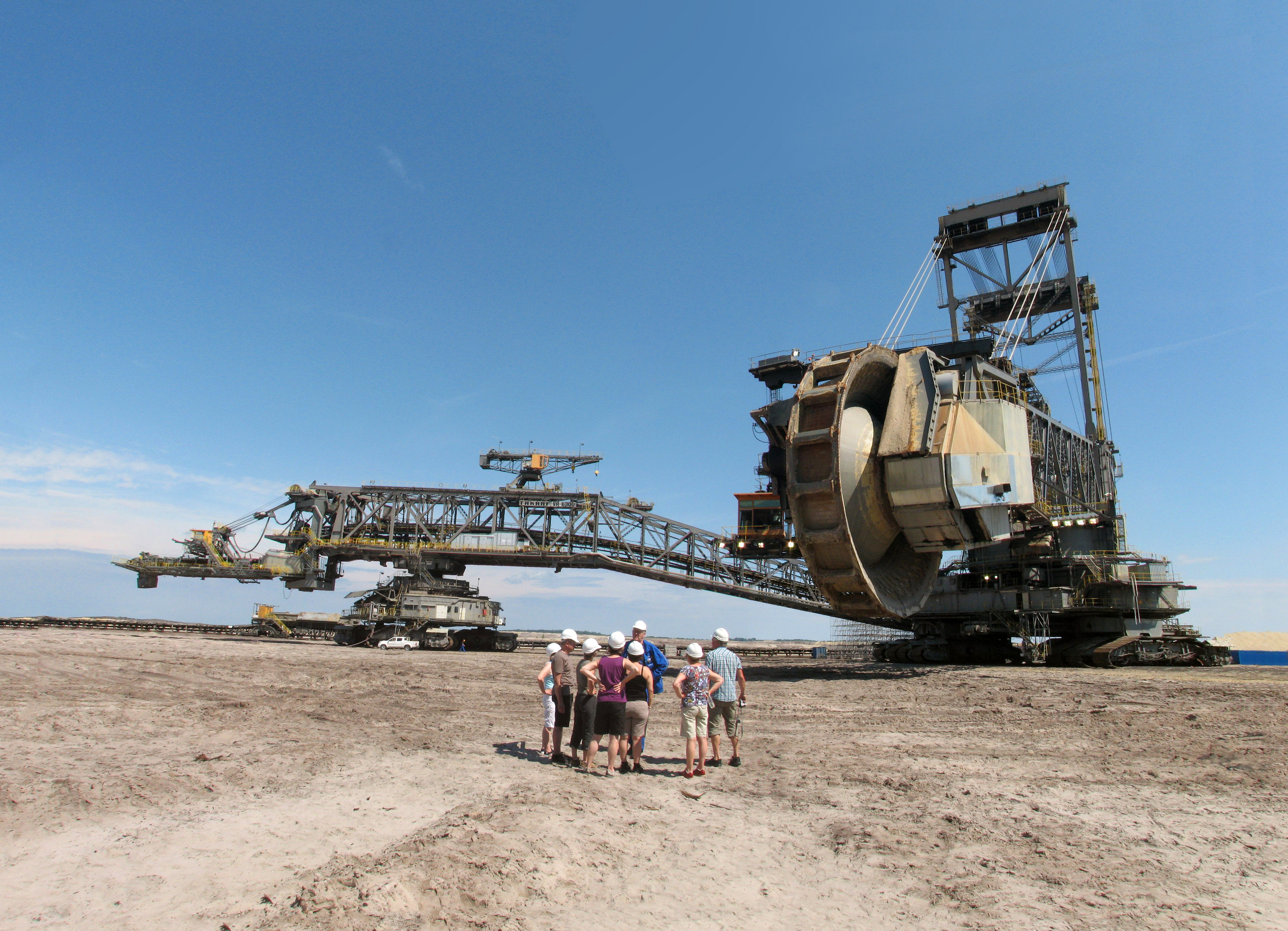
Besichtigungstour durch den Tagebau Welzow-Süd

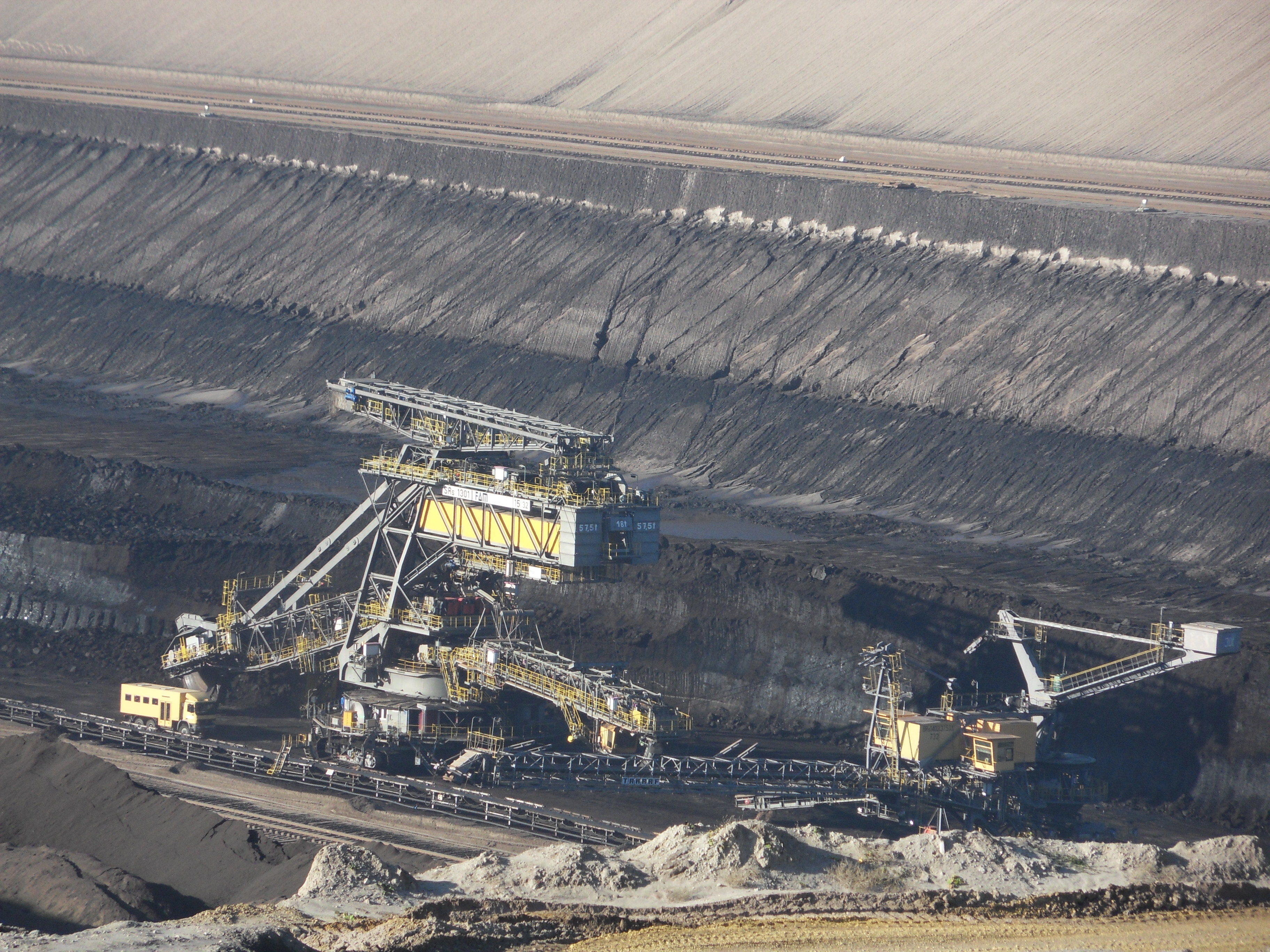
Schaufelradbagger 1532 SRs 1301 mit Bandwagen 732 BRs 1400 im Tagebau Welzow-Süd

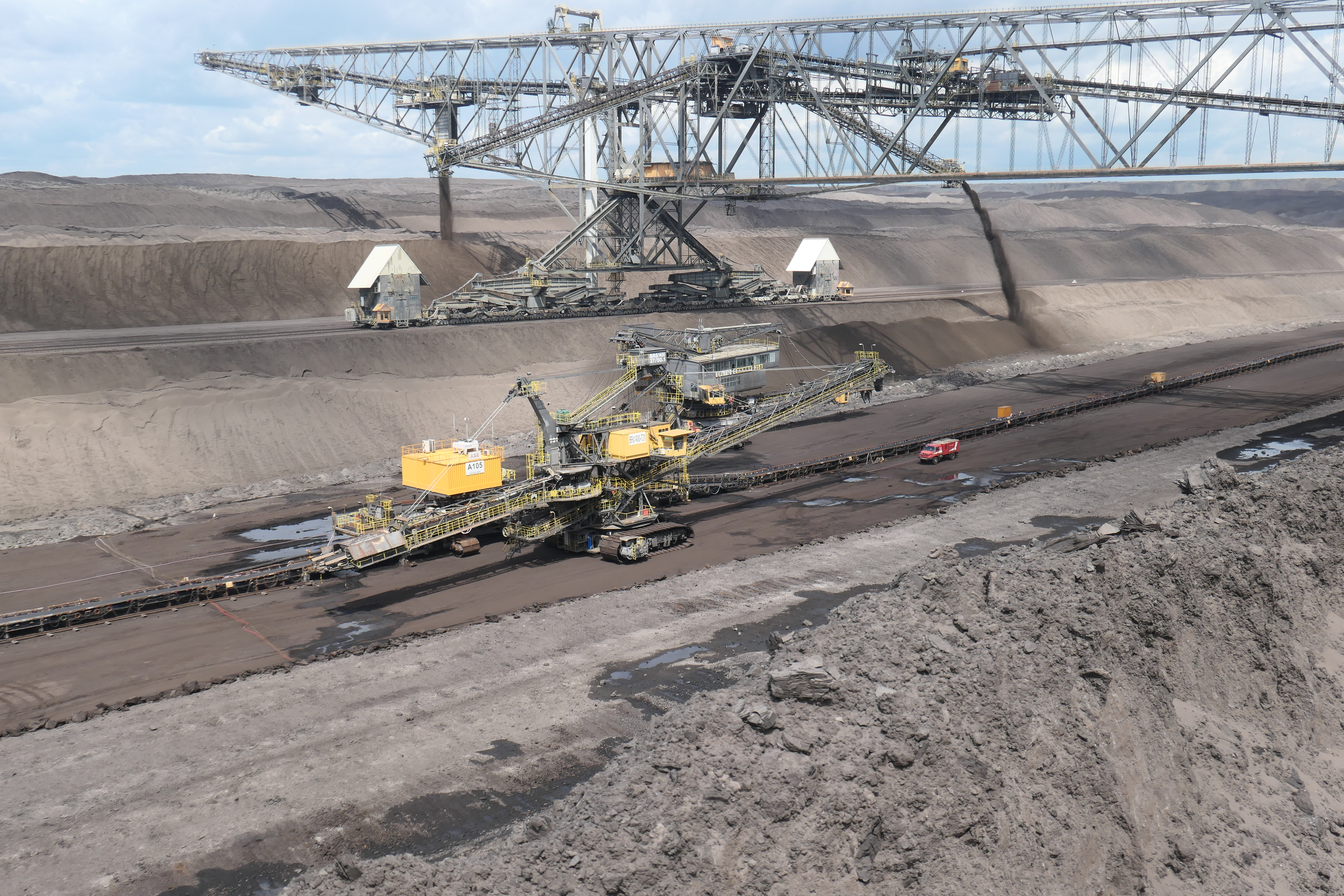
Kohleförderung und Abraumablage mit Fahrweggestaltung und Landschaftsgestaltung im Tagebau Welzow-Süd (2025)

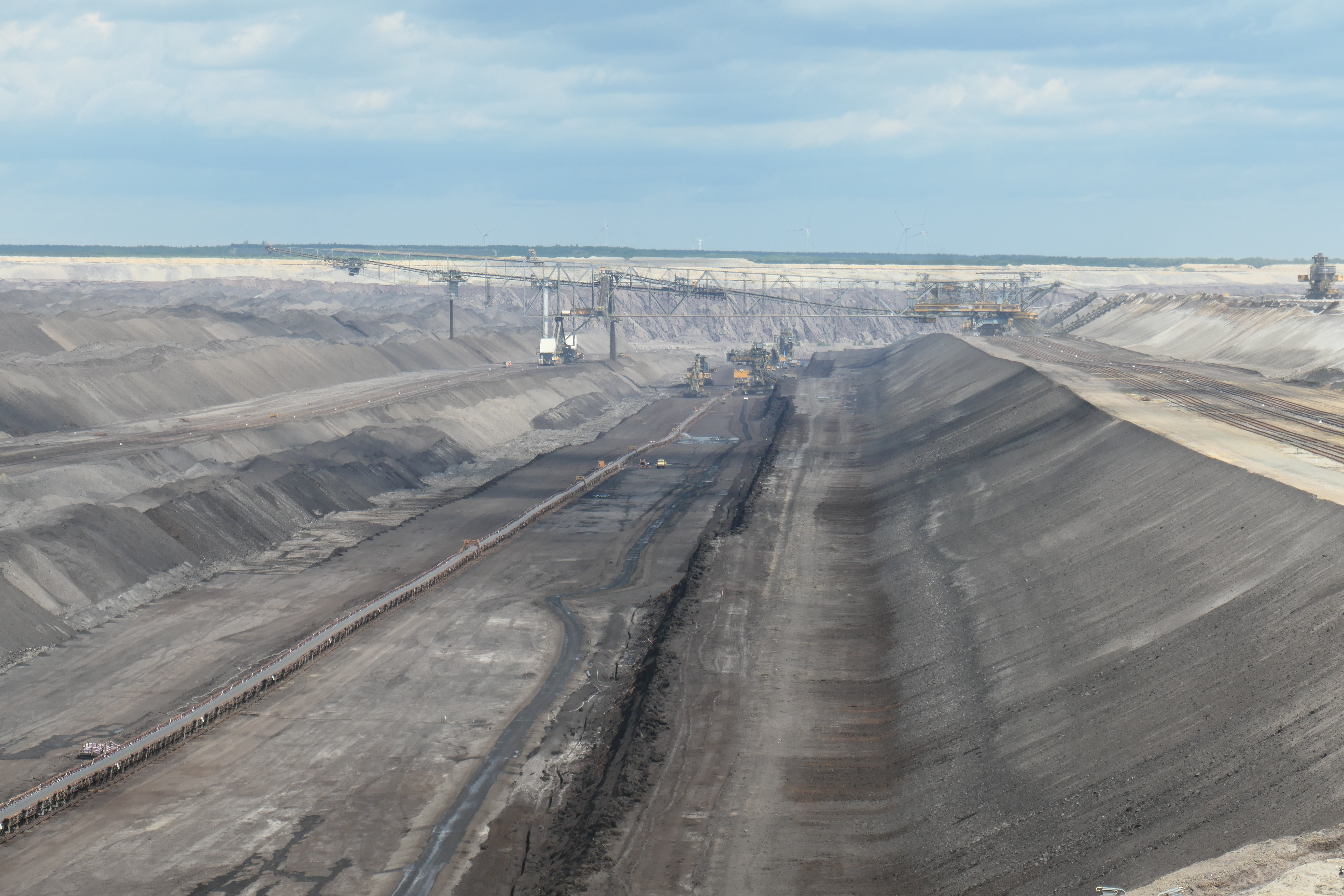
Gesamtansicht der Abraumförderbrücke F60 im Tagebau Welzow-Süd (2025)

Im Tagebau Welzow-Süd werden verschiedene Abbaugeräte und -techniken zur Freilegung und Gewinnung der Rohbraunkohle eingesetzt. Hierbei sind im Einsatz:

### Geräte im Vorschnittbetrieb
- Absetzer 1105 A2Rs-B 15400.120
- Absetzer 1107 A2Rs-B 18000.120
- Eimerkettenbagger 1285 Es 3150
- Schaufelradbagger 1519 SRs 6300 + VR

### Geräte im Brückenbetrieb
- Abraumförderbrücke 32 F60
- Eimerkettenbagger 1307 Es 3750
- Eimerkettenbagger 1308 Es 3750

### Geräte im Grubenbetrieb
- Eimerkettenbagger 348 ERs 710
- Eimerkettenbagger 352 ERs 710
- Eimerkettenbagger 358 ERs 710
- Bandwagen 731 BRs 1400
- Bandwagen 732 BRs 1400
- Bandwagen 751 BRs 1600
- Schaufelradbagger 1530 SRs 1301
- Schaufelradbagger 1532 SRs 1301

### Geräte am Grabenbunker
- Eimerkettenbagger 621 E 1120
- Haldenschüttgerät 1804 AsG 8800

### Sonstige Großgeräte
- Schaufelradbagger 1496 SRs 630 (Ton-Deponie)

## Wirtschaft

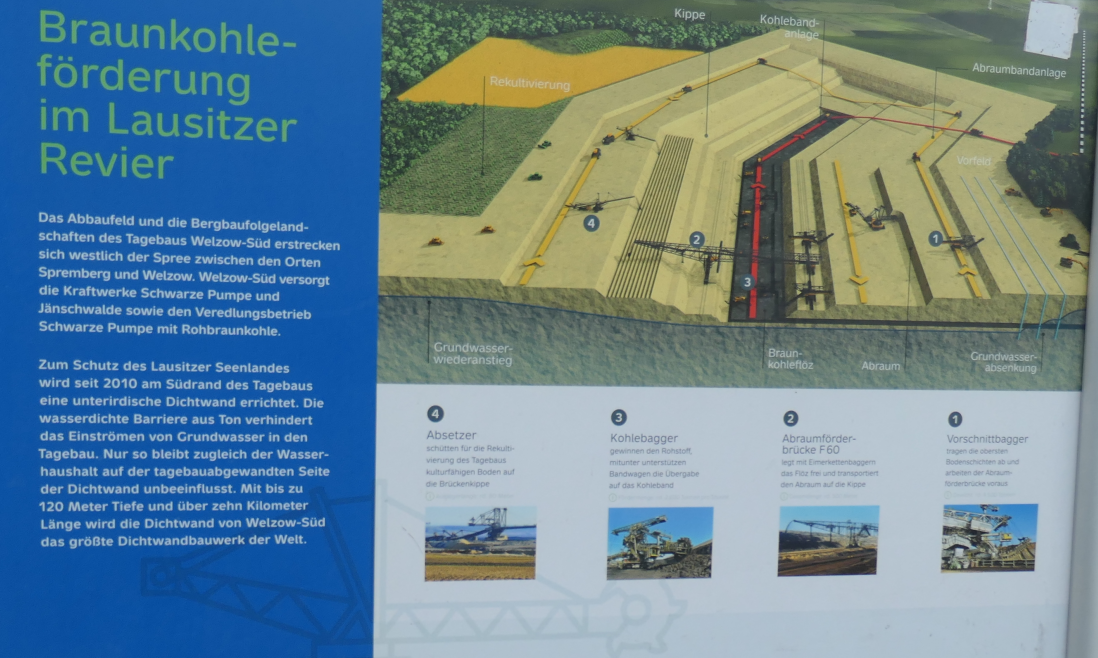
Schematische Darstellung des Kohleabbaus im Tagebau Welzow-Süd (2025)

Der Tagebau Welzow-Süd ist der Hauptversorger für das Kraftwerk Schwarze Pumpe sowie für die Brikettfabrik Schwarze Pumpe. Der Betreiber LEAG ist der größte Arbeitgeber der Lausitz. Vattenfall, der Vorbesitzer des gesamten Geschäftsbereichs, beschäftigte im Jahr 2010 direkt etwa 8000 Menschen in der Braunkohleförderung, -veredelung und -verstromung.
Die erste Kohle wurde 1966 gewonnen. Es wird derzeit (2025) das 1. Lausitzer Braunkohleflöz im Teilabschnitt I in einer Tiefe von 60 bis 120 m abgebaut. Die Kohleschicht hat eine Mächtigkeit von ca. 15 Metern. Der ursprünglich geplante Teilabschnitt II wird nicht mehr in Angriff genommen.
Für den sicheren Abbaubetrieb wird zuerst das im Tagebaugebiet befindliche Grundwasser elektrisch abgepumpt und zum Großteil in die Wasseraufbereitungsanlage bei Schwarze Pumpe geleitet. Das Tagebaugebiet muss gegen aufsteigendes Grundwasser durch eine Dichtwand abgedichtet werden. Es wird seit 2010 an einer 10 km breiten Dichtwand bei Welzow in einer Tiefe von mehr als 100 m gearbeitet.
Auf dem Kippengelände wird die neu entstandene Landschaft durch Begrünungsarbeiten neu kultiviert. Bekannte Rekultivierungsgebiete sind die Gebiete um Geisendorf, Steinitz oder Hühnerwasser.

## Technologie

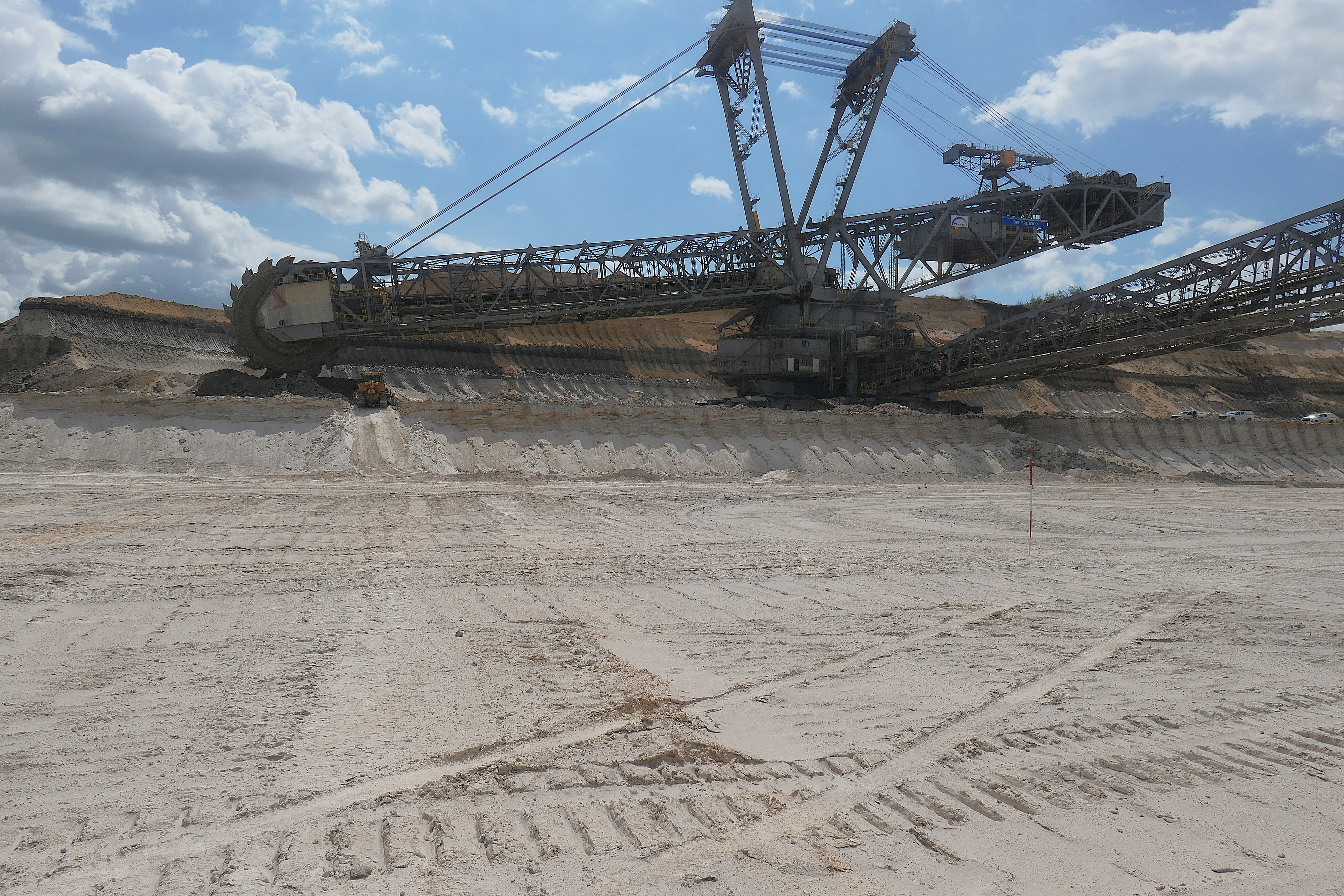
Vorschnittbagger TAKRAF 1519 SRs 6300 im Vorschnitt im Tagebau Welzow-Süd (2025)

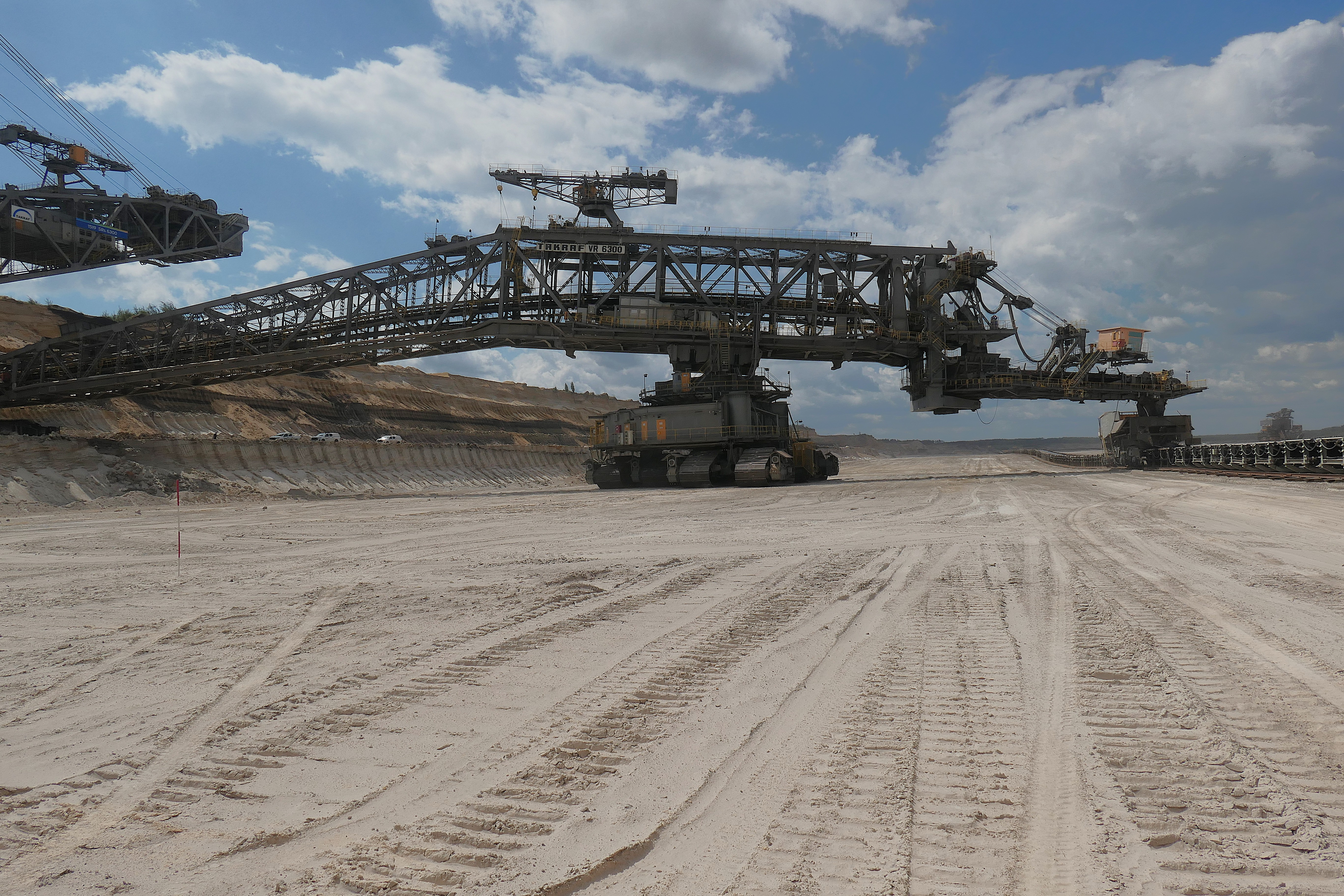
Absetzer TAKRAF VR 6300 im Vorschnitt im Tagebau Welzow-Süd (2025)

Im Jahr 2000 wurde im Tagebau Meuro noch Abraumbetrieb mit Grubenbahnen betrieben, Heute läuft um das ganze Abbaugebiet ein Förderband, das vom Vorschnitt über Schaufelradbagger und Absetzer beladen und an einigen ausgewählten Stellen von Absetzern im Kippengebiet verteilt wird. Der Rest des Abraumes wird von der Abraumförderbrücke bearbeitet. Dadurch sind Strossengleise, Spülkippen oder Kippen am Grubenrand nicht mehr notwendig.
Seit 2011 wird die Abraumförderbrücke F60 ohne Zubringerförderer betrieben. Dessen Aufgaben übernimmt ein Schaufelradbagger in Kombination mit einem Absetzer, der auf ein zentrales Förderband arbeitet. Die Abraumförderbrücke arbeitet mit Prozessautomatisierung. Beginnend von der Luftbildauswertung mittels Kleinrechner über die EDV gestützte Ermittlung der Sollwinkel für die Eimerkettenbagger bis zur Fahrwerkssteuerung wurde eine automatische Betriebsüberwachung eingeführt. Im Brückenbetrieb gibt es Informationen von etwa 1000 Sensoren und Kameras bis zum Metallsuchgerät zur Überwachung und zum Auffinden von schweren Findlingen, die alle im Leitstand zusammenfließen und an die Außenstände weitergegeben werden können.
Die Kohleförderung wird vollständig auf ein Förderband geführt. Dieses bringt die gewonnene Kohle zu einem Kohlelagerplatz, von dort wird sie zur Weiterverarbeitung nach Schwarze Pumpe befördert. Bei Spitzenbedarf werden täglich etwa 35 Züge mit je 16 Sattelwagen nach Schwarze Pumpe gefahren. Die einzigen Gleisanlagen führen heute bis zur Ebene des Fahrwerkes der Abraumförderbrücke auf deren Strossengleise. Elektrischer Grubenbetrieb bis zum Kohleflöz wird nicht mehr durchgeführt.